# Авіагоризонт

Авіагоризонт (Attitude indicator climbing)

Авіагоризонт — авіаційний прилад для визначення справжнього горизонту і вимірювання поперечних та поздовжніх кренів літака. Спостерігаючи за положенням зображеного на шкалі авіагоризонту мініатюрного силуету літака, пілот визначав положення свого літака відносно справжнього горизонту.

## Класифікація
Розрізняють автономні та дистанційні авіагоризонти.

### Автономний авіагоризонт
В автономному авіагоризонті вимірювальний прилад і індикатор виконані єдиним агрегатом. До нього підводиться тільки живлення, яке може бути електричним або пневматичним. Існують зарубіжні авіагоризонти, обладнані акумуляторною батареєю. Автономний авіагоризонт, що має механічну зв'язок між гіроскопічним датчиком і системою індикації, здатний зберігати працездатність при втраті живлення протягом часу вибігу ротора гіромотора (близько 3 хвилин).

### Дистанційний авіагоризонт
Поняття дистанційний авіагоризонт відноситься в основному до електромеханічних авіагоризонтів, в яких вимірювальний прилад і індикатор виконані у вигляді окремих агрегатів, і не поширюється на сучасні навігаційні комплекси, побудовані на основі багатофункціональних індикаторів і безплатформних інерціальних навігаційних систем. Вимірювальним приладом в дистанційних авіагоризонтах є гіровертикаль, а як індикатор служить так званий покажчик горизонту. Застосування дистанційного авіагоризонту дозволяє розташувати вимірювальний прилад максимально близько до центру ваги літального апарата, що дозволяє зменшити похибки приладу.